# Wat is dan liefde (film)
Wat is dan liefde is een Nederlandse speelfilm uit 2019. De hoofdrollen werden vertolkt door Elise Schaap en Maarten Heijmans.

## Rolverdeling
| Acteur            | Personage       |
| ----------------- | --------------- |
| Elise Schaap      | Cato de Deugd   |
| Maarten Heijmans  | Gijs Dingenauts |
| Teun Luijkx       | Sander          |
| Anneke Blok       | Anja            |
| Michiel Romeyn    | Wim Boeker      |
| Maike Meijer      | Judith          |
| Tjebbo Gerritsma  | Jonas           |
| Beppie Melissen   | Elly            |
| Aiko Beemsterboer | Pimmetje        |
| René van 't Hof   | Berend          |